# Рангелов, Димитр
Димитр Димитров Рангелов (болг. Димитър Димитров Рангелов; род. 9 февраля 1983[…], София) — болгарский футболист.

## Карьера
Начал заниматься футболом в команде «Славия» из Софии — города, где он родился. Прошёл команды всех возрастов, в 17 лет дебютировал в основной команде. 3 июня 2000 года он вышел на поле в матче против «Берое» из города Стара-Загора. Всего за «Славию» Димитр играл в течение шести сезонов, провёл в них 126 матчей и забил 32 мяча, став одним из самых перспективных футболистов в Болгарии.
Летом 2006 года он подписал контракт с французским «Страсбуром», которому футболист обошёлся в 1 миллион евро. Во Франции он рассчитывал заиграть и помочь выйти клубу выйти в первый дивизион, где он смог бы попасть на заметку сильнейшим клубам, но у него это не вышло. Сыграв в первой половине сезона, во второй он уже был отдан в аренду в немецкий клуб «Эрцгебирге Ауэ», который также играл во второй лиге. Отыграв за клуб 15 матчей и забив 5 мячей, Димитр приглянулся футбольному клубу «Энерги», с котором уже летом подписал контракт. В «Энерги» Рангелов раскрылся и привлёк внимание более сильных немецких клубов. Особенно удачным получился сезон 2008/09, в котором Димитр сыграл 27 матчей и забил 9 мячей.
16 июня 2009 года Димитр подписал четырёхлетний контракт с дортмундской «Боруссией», которая выложила за него всё тот же 1 миллион евро. 15 августа 2009 года он дебютировал в составе жёлто-чёрных, выйдя на замену на 79-й минуте вместо Лукаса Барриоса в выездном матче второго тура против «Гамбурга», закончившемся поражением со счётом 1:4. В конце ноября на тренировке получил перелом плюсневой кости, из-за чего пропустил примерно половину сезона. Всего в своём первом чемпионате за «Боруссию» провёл 10 матчей и забил один гол.

## Достижения
- Медаль «За заслуги» (13 июля 2007 года, Болгария) — за выдающийся вклад в развитие физической культуры и спорта[8]
- Чемпион Германии: 2011

## Увлечения
Самым главным увлечением Димитра являются мотоциклы. С детских лет он катался на них и даже подумывал о том, чтобы всерьёз заняться мотоспортом. Это увлечение он перенял у своего отца, профессионального гонщика.